# Самур (Азербайджан)
Самур (азерб. Samur) — посёлок городского типа в Гусарском районе Азербайджана. Находится на берегу реки Самур, около границы с Россией. Посёлок расположен в 20 км от железнодорожной станции Ялама (на линии Сумгаит — Махачкала).
Статус посёлка городского типа с 1975 года.

## Население
| 1979 | 1989 | 2011 | 2024 |
| ---- | ---- | ---- | ---- |
| 1424 | 1788 | 2100 | 2400 |